# Wilhelm Adolf Lette
Wilhelm Adolf Lette, född den 10 maj 1799 i Kienitz (Brandenburg), död den 3 december 1868 i Berlin, var en tysk filantrop. 
Lette befordrades 1845 i preussisk statstjänst till president i det då inrättade revisionskollegiet för jordbruksfrågor samt var medlem av 1848 års tyska nationalförsamling och därefter av preussiska deputeradekammaren. Han deltog livligt i stiftandet och ledningen av åtskilliga allmännyttiga föreningar. 
En på hans initiativ i Berlin stiftad förening till befordrande av kvinnors användning i yrkena kallade sig efter honom Letteverein och efterföljdes av en mängd liknande föreningar i Tyskland. Bland Lettes skrifter märks Die landeskulturgesetzgebung des preussischen staats (3 band, tillsammans med L.M.P. von Rönne, 1853-54)